# Monte das Gameleiras
Monte das Gameleiras är en kommun i Brasilien.   Den ligger i delstaten Rio Grande do Norte, i den östra delen av landet, 1 700 km nordost om huvudstaden Brasília. Antalet invånare är 2 266. Arean är 72 kvadratkilometer.
Terrängen i Monte das Gameleiras är kuperad åt sydost, men åt nordväst är den platt.
Omgivningarna runt Monte das Gameleiras är huvudsakligen savann. Runt Monte das Gameleiras är det ganska tätbefolkat, med 58 invånare per kvadratkilometer.